# Sârbenii de Jos, Teleorman
Sârbenii de Jos este satul de reședință al comunei Sârbeni din județul Teleorman, Muntenia, România. Se află în partea de nord-est a județului, în Câmpia Găvanu-Burdea. La recensământul din 2002 avea o populație de 334 locuitori.